# Sidney Bergmann
Hans „Sidney” Bergmann (ur. w 1905) – austriacki zapaśnik walczący w stylu klasycznym. Olimpijczyk z Paryża 1924, gdzie dwudzieste miejsce w wadze lekkiej.

## Letnie Igrzyska Olimpijskie 1924
| Konkurencja            | Rundy eliminacyjne    | Rundy eliminacyjne   | Klas. końcowa |
| Konkurencja            | Przeciwnik I          | Przeciwnik II        | Miejsce       |
| ---------------------- | --------------------- | -------------------- | ------------- |
| 67,5 kg styl klasyczny | Josef Beránek (TCH) P | Arne Gaupset (NOR) P | 20.           |